# Record d'Europe de natation dames du 200 mètres brasse
Progression du record d'Europe de natation sportive dames pour l'épreuve du 200 mètres brasse en bassin de 50 et 25 mètres.

## Bassin de 50 mètres
| Temps         | Athlète                 | Naissance | Âge | Nationalité          | Compétition                | Lieu              | Date              |
| ------------- | ----------------------- | --------- | --- | -------------------- | -------------------------- | ----------------- | ----------------- |
| 3 min 38 s 2  | E. Van Den Bogaert      |           |     | Belgique             |                            | Anvers            | 7 août 1921       |
| 3 min 34 s 6  | E. Van Den Bogaert      |           |     | Belgique             |                            | Bruxelles         | 6 mai 1922        |
| 3 min 31 s 4  | E. Van Den Bogaert      |           |     | Belgique             |                            | Anvers            | 4 octobre 1922    |
| 3 min 20 s 4  | Irene Gilbert           |           |     | Royaume-Uni          |                            | Rotterdam         | 18 juin 1923      |
| 3 min 20 s 2  | Erna Murray             |           |     | République de Weimar |                            | Leipzig           | 5 avril 1925      |
| 3 min 19 s 1  | B. Hazelius             |           |     | Suède                |                            | Stockholm         | 11 août 1926      |
| 3 min 18 s 4  | Marie Baron             | 1908      | 18  | Pays-Bas             |                            | Bruxelles         | 24 octobre 1926   |
| 3 min 16 s 6  | Else Jacobsen           |           |     | Danemark             |                            | Oslo              | 20 août 1927      |
| 3 min 15 s 8  | Lotte Mühe              |           |     | République de Weimar |                            | Magdebourg        | 15 avril 1928     |
| 3 min 12 s 8  | Marie Baron             | 1908      | 20  | Pays-Bas             |                            | Rotterdam         | 22 avril 1928     |
| 3 min 11 s 2  | Lotte Mühe              |           |     | République de Weimar |                            | Berlin            | 15 juillet 1928   |
| 3 min 10 s 6  | Margery Hinton          |           |     | Danemark             |                            | Manchester        | 20 juillet 1931   |
| 3 min 08 s 2  | Lisa Rocke              |           |     | République de Weimar |                            | Leipzig           | 21 avril 1932     |
| 3 min 03 s 4  | Else Jacobsen           |           |     | Danemark             |                            | Stockholm         | 11 mai 1932       |
| 3 min 00 s 8  | Martha Genenger         |           |     | Reich allemand       |                            | Düsseldorf        | 16 mars 1936      |
| 3 min 00 s 5  | Martha Genenger         |           |     | Reich allemand       |                            | Dortmund          | 21 mars 1936      |
| 3 min 00 s 2  | Jopie Waalberg          |           |     | Pays-Bas             |                            | Amsterdam         | 11 mai 1937       |
| 2 min 58 s 0  | Jopie Waalberg          |           |     | Pays-Bas             |                            | Zaandijk          | 27 juin 1937      |
| 2 min 56 s 9  | Jopie Waalberg          |           |     | Pays-Bas             |                            | Gand              | 2 octobre 1937    |
| 2 min 55 s 5  | Anni Kapell             |           |     | Reich allemand       |                            | Düsseldorf        | 19 mars 1941      |
| 2 min 52 s 6  | Nel van Vliet           | 1926      | 20  | Pays-Bas             |                            | Bilthoven         | 17 août 1946      |
| 2 min 51 s 9  | Nel van Vliet           | 1926      | 21  | Pays-Bas             |                            | Amsterdam         | 29 mars 1947      |
| 2 min 49 s 2  | Nel van Vliet           | 1926      | 21  | Pays-Bas             |                            | Hilversum         | 20 juillet 1947   |
| 2 min 48 s 8  | Éva Novák               | 1930      | 21  | Hongrie              |                            | Székesfehérvár    | 21 octobre 1950   |
| 2 min 48 s 5  | Éva Novák               | 1930      | 21  | Hongrie              |                            | Moscou            | 5 mai 1951        |
| 2 min 46 s 4  | Ada den Haan            | 1941      | 15  | Pays-Bas             |                            | Naarden           | 13 novembre 1956  |
| 2 min 52 s 6  | Ada den Haan            | 1941      | 16  | Pays-Bas             |                            | Blackpool         | 18 mai 1957       |
| 2 min 51 s 9  | Ada den Haan            | 1941      | 16  | Pays-Bas             |                            | Rhenen            | 3 août 1957       |
| 2 min 51 s 3  | Ada den Haan            | 1941      | 16  | Pays-Bas             |                            | Rhenen            | 4 août 1957       |
| 2 min 50 s 3  | Anita Lonsbrough        | 1941      | 18  | Royaume-Uni          |                            | Waalwijk          | 25 juillet 1959   |
| 2 min 50 s 2  | Wiltrud Urselmann       | 1942      | 18  | Allemagne de l'Ouest |                            | Aken              | 6 juin 1960       |
| 2 min 49 s 5  | Anita Lonsbrough        | 1941      | 19  | Royaume-Uni          |                            | Rome              | 27 août 1960      |
| 2 min 48 s 0  | Karin Beyer             | 1941      | 20  | Allemagne de l'Est   |                            | Budapest          | 5 août 1961       |
| 2 min 47 s 7  | Galina Prozumenschikova | 1948      | 16  | Union soviétique     |                            | Blackpool         | 11 avril 1964     |
| 2 min 45 s 4  | Galina Prozumenschikova | 1948      | 16  | Union soviétique     |                            | Berlin-Est        | 17 mai 1964       |
| 2 min 45 s 3  | Galina Prozumenschikova | 1948      | 17  | Union soviétique     |                            | Groningen         | 12 septembre 1965 |
| 2 min 44 s 6  | Galina Prozumenschikova | 1948      | 18  | Union soviétique     |                            | Moscou            | 23 mars 1966      |
| 2 min 43 s 0  | Galina Prozumenschikova | 1948      | 18  | Union soviétique     |                            | Moscou            | 16 juillet 1966   |
| 2 min 40 s 8  | Galina Prozumenschikova | 1948      | 18  | Union soviétique     |                            | Utrecht           | 22 août 1966      |
| 2 min 40 s 7  | Galina Prozumenschikova | 1948      | 22  | Union soviétique     |                            | Espagne Barcelone | 11 septembre 1970 |
| 2 min 40 s 28 | Renate Vogel            | 1955      | 18  | Allemagne de l'Est   |                            | Utrecht           | 18 août 1973      |
| 2 min 40 s 01 | Hannelore Anke          | 1957      | 16  | Allemagne de l'Est   |                            | Belgrade          | 7 septembre 1973  |
| 2 min 37 s 89 | Anne-Katrin Schott      |           |     | Allemagne de l'Est   |                            | Rostock           | 6 juillet 1974    |
| 2 min 37 s 44 | Karla Linke             | 1960      | 14  | Allemagne de l'Est   |                            | Vienne            | 19 août 1974      |
| 2 min 34 s 99 | Karla Linke             | 1960      | 14  | Allemagne de l'Est   |                            | Vienne            | 19 août 1974      |
| 2 min 33 s 35 | Marina Koshevaya        |           |     | Union soviétique     |                            | Montréal          | 21 juillet 1976   |
| 2 min 33 s 32 | Yuliya Bogdanova        |           |     | Union soviétique     |                            | Léningrad         | 7 avril 1978      |
| 2 min 33 s 11 | Lina Kačiušytė          |           |     | Union soviétique     |                            | Berlin-Ouest      | 24 août 1978      |
| 2 min 31 s 42 | Lina Kačiušytė          |           |     | Union soviétique     |                            | Berlin-Ouest      | 24 août 1978      |
| 2 min 31 s 09 | Svetlana Varganova      |           |     | Union soviétique     |                            | Berlin-Ouest      | 24 août 1978      |
| 2 min 28 s 36 | Lina Kačiušytė          |           |     | Union soviétique     |                            | Potsdam           | 6 avril 1979      |
| 2 min 28 s 33 | Silke Hörner            | 1965      | 20  | Allemagne de l'Est   |                            | Leipzig           | 5 juin 1985       |
| 2 min 28 s 20 | Sylvia Gerasch          | 1969      | 17  | Allemagne de l'Est   |                            | Leningrad         | 1er mars 1986     |
| 2 min 27 s 40 | Silke Hörner            | 1965      | 21  | Allemagne de l'Est   | Championnats du monde      | Madrid            | 18 août 1986      |
| 2 min 26 s 71 | Silke Hörner            | 1965      | 23  | Allemagne de l'Est   | Jeux olympiques            | Séoul             | 21 septembre 1988 |
| 2 min 26 s 57 | Agnes Kovacs            | 1981      | 15  | Hongrie              | Jeux olympiques            | Atlanta           | 23 juillet 1996   |
| 2 min 26 s 06 | Agnes Kovacs            | 1981      | 16  | Hongrie              | Meeting international      | Budapest          | mars 1997         |
| 2 min 25 s 31 | Agnes Kovacs            | 1981      | 16  | Hongrie              | Elektro Impex invitation   | Budapest          | 23 avril 1997     |
| 2 min 24 s 40 | Agnes Kovacs            | 1981      | 16  | Hongrie              | Championnats d'Europe      | Séville           | 20 août 1997      |
| 2 min 24 s 03 | Agnes Kovacs            | 1981      | 19  | Hongrie              | Jeux olympiques (d)        | Sydney            | 20 septembre 2000 |
| 2 min 23 s 90 | Mirna Jukić             | 1986      | 22  | Autriche             | Championnats d'Autriche    | Schwechat         | 26 juillet 2008   |
| 2 min 23 s 79 | Sara Nordenstam         | 1983      | 25  | Norvège              | Jeux olympiques (d)        | Pékin             | 14 août 2008      |
| 2 min 23 s 76 | Mirna Jukić             | 1986      | 22  | Autriche             | Jeux olympiques (d)        | Pékin             | 14 août 2008      |
| 2 min 23 s 02 | Sara Nordenstam         | 1983      | 25  | Norvège              | Jeux olympiques (f)        | Pékin             | 15 août 2008      |
| 2 min 22 s 91 | Mirna Jukić             | 1986      | 23  | Autriche             | Championnats d'Autriche    | Vienne            | 28 février 2009   |
| 2 min 22 s 46 | Mirna Jukić             | 1986      | 23  | Autriche             |                            | Vienne            | 25 avril 2009     |
| 2 min 22 s 10 | Mirna Jukić             | 1986      | 23  | Autriche             | Championnats du monde (s)  | Rome              | 30 juillet 2009   |
| 2 min 21 s 62 | Nadja Higl              | 1987      | 22  | Serbie               | Championnats du monde (f)  | Rome              | 31 juillet 2009   |
| 2 min 20 s 92 | Yuliya Efimova          | 1992      | 20  | Russie               | Jeux olympiques (f)        | Londres           | 2 août 2012       |
| 2 min 19 s 11 | Rikke Møller Pedersen   | 1989      | 24  | Danemark             | Championnats du monde (d)  | Barcelone         | 1er août 2013     |
| 2 min 17 s 55 | Evgeniia Chikunova      | 2004      | 18  | Russie               | Championnats de Russie (f) | Kazan             | 21 avril 2023     |

## Bassin de 25 mètres
| Temps               | Athlète               | Naissance | Âge | Nationalité        | Compétition               | Lieu      | Date             |
| ------------------- | --------------------- | --------- | --- | ------------------ | ------------------------- | --------- | ---------------- |
| 2 min 24 s 61       | Susanne Börnike       |           |     | Allemagne de l'Est |                           | Rostock   | 19 décembre 1987 |
| 2 min 24 s 24       | Susanne Börnike       |           |     | Allemagne de l'Est |                           | Bonn      | 14 février 1988  |
| 2 min 22 s 92       | Susanne Börnike       |           |     | Allemagne de l'Est |                           | Bonn      | 11 février 1989  |
| 2 min 22 s 90       | Anne Poleska          |           |     | Allemagne de l'Est |                           | New York  | 28 novembre 2001 |
| 2 min 21 s 93       | Anne Poleska          |           |     | Allemagne de l'Est |                           | Anvers    | 14 décembre 2001 |
| 2 min 21 s 30       | Emma Igelström        |           |     | Suède              |                           | Moscou    | 7 avril 2002     |
| 2 min 19 s 85       | Emma Igelström        |           |     | Suède              |                           | Melbourne | 7 décembre 2002  |
| 2 min 19 s 64       | Emma Igelström        |           |     | Suède              |                           | Stockholm | 14 mars 2003     |
| 2 min 19 s 08       | Yuliya Efimova        | 1992      | 15  | Russie             | Championnats d'Europe (f) | Debrecen  | 14 décembre 2007 |
| 2 min 18 s 52       | Rikke Møller Pedersen | 1989      | 20  | Danemark           |                           | Odense    | 24 octobre 2009  |
| 2 min 18 s 30       | Rikke Møller Pedersen | 1989      | 20  | Danemark           | Coupe du monde (f)        | Berlin    | 15 novembre 2009 |
| 2 min 16 s 66       | Rikke Møller Pedersen | 1989      | 20  | Danemark           | Championnats d'Europe (f) | Istanbul  | 11 décembre 2009 |
| 2 min 16 s 08       | Rikke Møller Pedersen | 1989      | 23  | Danemark           | Championnats du monde (f) | Istanbul  | 16 décembre 2012 |
| 2 min 15 s 93       | Rikke Møller Pedersen | 1989      | 24  | Danemark           | Coupe du monde (f)        | Berlin    | 11 août 2013     |
| 2 min 14 s 39 (RM)' | Yuliya Efimova        | 1992      | 21  | Russie             | Championnats d'Europe (f) | Herning   | 13 décembre 2013 |
| 2 min 15 s 21       | Rikke Møller Pedersen | 1989      | 24  | Danemark           | Championnats d'Europe (f) | Herning   | 13 décembre 2013 |